# Chromatomyia arctagrostidis
Chromatomyia arctagrostidis är en tvåvingeart som beskrevs av Griffiths 1980. Chromatomyia arctagrostidis ingår i släktet Chromatomyia och familjen minerarflugor.
Artens utbredningsområde är British Columbia. Inga underarter finns listade i Catalogue of Life.